# Vorona Mare
Vorona Mare – wieś w Rumunii, w okręgu Botoszany, w gminie Vorona. W 2011 roku liczyła 610 mieszkańców.